# 施国兴
施国兴（1937年11月—），男，江苏如东人，中华人民共和国政治人物，扬州市人民政府原市长，扬州市政协原主席。

## 生平
1960年毕业于扬州师范学院。1993年至1997年任扬州市人民政府市长。